# مجموعة فوجيسانكي للاتصالات
مجموعة فوجيسانكي للاتصالات (باليابانية: フジサンケイグループ) (بالإنجليزية: Fujisankei Communications Group)‏ ، هي تكتل مجموعة شركات يابانية أسست سنة 1991م، وتهتم بتطوير لاستويودهات في مجال السينما والصوتيات وألعاب الفيديو، ومقرها في العاصمة اليابانية طوكيو.